# Caporettokommissionen
Caporettokommissionen (italienska Commissione d'inchiesta per il ripiegamento dell'Esercito Italiano dall'Isonzo alla Piave) var en italiensk kommission i slutskedet av första världskriget. 
Kommissionen tillsattes den 12 januari 1918 för undersökning rörande italienska arméns nederlag vid Caporetto och det i samband därmed stående återtåget från Isonzo till Piave i oktober och november 1917. Kommissionen bestod av en armégeneral (Carlo Caneva) som ordförande och fem högre militärer och senatorer som ledamöter. Den avslutade sitt arbete i juni 1919. Kommissionen ansåg, att ett flertal högre befälhavare, varibland generalerna Luigi Cadorna, Luigi Capello och Luca Montuori, genom olämpliga dispositioner, försummelser och så vidare hade förorsakat eller bidragit till nederlaget, varför de också "ställdes till krigsministerns förfogande", vilket för övrigt redan omedelbart efter slaget vid Caporetto skett beträffande Cadorna och Capello. Kommissionens utlåtande, omfattande tre digra band, publicerades 1919 genom Stabilimento poligrafico per l'Amministrazione della guerra.